# Torymoides kiesenwetteri
Torymoides kiesenwetteri är en stekelart som först beskrevs av Mayr 1874.  Torymoides kiesenwetteri ingår i släktet Torymoides och familjen gallglanssteklar. Inga underarter finns listade i Catalogue of Life.